# Gare de La Ferté-Macé
Pour les articles homonymes, voir Gare de La Ferté.
La gare de La Ferté-Macé est une ancienne gare ferroviaire française des courtes lignes d'embranchement de Briouze à La Ferté-Macé et de Couterne à La Ferté-Macé, située sur le territoire de la commune de La Ferté-Macé, dans le département de l'Orne et la région Basse-Normandie.
Elle est fermée et désaffectée depuis 1992.

## Situation ferroviaire
Établie à 230 m d'altitude, la gare de La Ferté-Macé était une gare terminus en cul-de-sac, située au point kilométrique (PK) 13,724 de la ligne de Briouze à La Ferté-Macé (fermée) et au PK 15,7 de la ligne de Couterne à La Ferté-Macé (fermée).

## Histoire
Vers 1856, le Conseil municipal de La Ferté-Macé s'efforce d'obtenir le chemin de fer, alors que des études sont menées pour définir le tracé d'une ligne Paris - Granville. Malgré son industrie textile florissante, c'est le tracé par Flers qui fut adopté, et La Ferté-Macé dut se contenter d'un embranchement ferroviaire depuis la gare de Briouze (La Ferté-Macé avait la même importance que Flers à ce moment-là). Ainsi, Flers fut depuis considérée comme la sœur rivale de La Ferté-Macé, et connaîtra un essor bien plus important.
Le 5 décembre 1869, eut lieu l'inauguration de la ligne Briouze - La Ferté-Macé, qui fut mise en service le lendemain, soit le 6 décembre 1869. La section entre La Ferté-Macé et Couterne ouvrit le 26 mai 1881 et ainsi la ligne Briouze - Couterne était connectée d'une part à la ligne Paris - Granville et d'autre part à la ligne Alençon - Domfront. Cet embranchement ferroviaire depuis la ligne Paris - Granville était donc destiné à desservir la cité industrielle de La Ferté-Macé mais il permettait, en outre, d'amener le chemin de fer dans la station thermale de Bagnoles-de-l'Orne qui commençait alors à connaître son essor. Le prolongement de Bagnoles-de-l'Orne à Couterne permettait de lier directement Alençon, la préfecture ornaise, aux localités de Bagnoles-de-l'Orne et de La Ferté-Macé.
Les débuts très encourageants et prometteurs du chemin de fer entre Briouze et La Ferté-Macé permettaient d'envisager avec sérénité le passage de la ligne Caen - Angers par La Ferté-Macé et Bagnoles-de-l'Orne. Mais il a en été décidé autrement et c'est alors le tracé par Domfront qui fut adopté, soit vingt kilomètres plus à l'ouest. L'ouverture de la ligne Caen - Laval eut alors lieu en 1874. Ce deuxième échec, après celui de la ligne Paris - Granville, condamna définitivement La Ferté-Macé. En effet, après des années d'expansions démographique et économique, La Ferté-Macé a commencé à connaître une courbe démographique descendante et une véritable perte de compétitivité, en finissant par diviser sa population de moitié entre 1876 et 1914 (cf. la section démographie).
La ligne Briouze - Couterne n'étant alors qu'un chemin de fer d'intérêt local, la section entre Bagnoles-de-l'Orne et Couterne dut fermer en 1940. Toutefois la section entre Briouze et Bagnoles-de-l'Orne continua d'être exploitée (afin de desservir les thermes de Bagnoles-de-l'Orne) et La Ferté-Macé était alors toujours reliée par le train à la gare de Paris-Montparnasse. Mais en 1992, la section de Briouze à Bagnoles-de-l'Orne ne put échapper aux fermetures progressives des lignes ferroviaires secondaires et La Ferté-Macé perdit son chemin de fer, remplacé par un autocar sous tarification SNCF toujours en service entre la gare de Briouze, la ville de La Ferté-Macé et la station thermale de Bagnoles-de-l'Orne, constituant la ligne 6 du TER Basse-Normandie. La gare de La Ferté-Macé fut alors désaffectée ; elle est utilisée désormais par la direction départementale de l'Équipement.

## Rebroussements
La ligne avait la particularité exceptionnelle de comporter un double rebroussement à La Ferté-Macé. Les trains arrivant de Briouze en gare de La Ferté-Macé en impasse devaient ensuite rebrousser pour être  aiguillés sur une voie également en impasse à proximité de la gare. Ils étaient ensuite aiguillés après un deuxième rebroussement sur cette impasse sur la voie en direction de Bagnoles-de-l'Orne-Couterne. Le parcours dans le sens Bagnoles-de-l'Orne-Briouze imposait également ce double rebroussement. 
Cette configuration ferroviaire unique en France est visible sur la voie verte La Vélobocage qui a remplacé la voie ferrée.